# Мамедов, Зия Арзуман оглы
Мамедов Зия Арзуман оглы (азерб. Məmmədov Ziya Ərzuman oğlu; род. 28 апреля 1952 года в селе Газыгумлах Уджарского района, Азербайджан) — азербайджанский государственный деятель. Министр транспорта Азербайджана (2002—2016). Был замешан в ряде коррупционных разоблачений, включая скандал с Азербайджанским Ландроматом.

## Биография
В 1988 году окончил Ростовский институт инженеров железнодорожного транспорта. Трудовую деятельность начал в 1971 году помощником машиниста железной дороги. Работал машинистом электровоза, в 1980-1981 годах секретарем первичной партийной организации и в 1981-1983 годах председателем комитета профсоюза депо.
В 1983-1984 годах — локомотивный диспетчер Управления дороги, в 1984-1987 годах — заместитель начальника Баладжарского локомотивного депо, в 1987-1989 годах — начальник Дивичинского подменного пункта Баладжарского локомотивного депо.
В 1989 году переведен на должность начальника Гянджинского локомотивного депо, где проработал до 1991 года. С 1991 по 1993 год — начальник службы локомотивного хозяйства Азербайджанской государственной железной дороги.
В 1993-1996 годах работал на должности заместителя начальника дороги, а с 1996 по 2002 годы начальником Азербайджанской Государственной железной дороги.
8 августа 2002 года назначен министром транспорта Азербайджана. 13 февраля 2017 года президент Ильхам Алиев снял с должности Зию Мамедова.
Являлся президентом Федерации волейбола Азербайджана (до 12 октября 2016).

### Обвинения в коррупции
В официальных правительственных депешах, опубликованных WikiLeaks, Мамедов был описан как «чрезмерно коррумпированным даже для Азербайджана». По данным New Yorker, в 2014 году «Мамедов, профессиональный государственный служащий, имел зарплату около двенадцати тысяч долларов, но был миллиардером».
Во время его пребывания на посту министра транспорта строительство дорог обходилось Азербайджану в 18 миллионов долларов за километр, что, по некоторым оценкам, было самым высоким показателем в мире. Предложение американского подрядчика Bechtel построить дороги по цене 6 миллионов долларов за километр было отклонено. В качестве министра транспорта Мамедов установил тесные отношения с семьей Дарвиши, иранской семьей, занимающей руководящие должности в Революционной гвардии, было заключено не менее восьми контрактов на транспортировку, в том числе по трассе Баку-Астара до границы Ирана.
В результате пятилетнего расследования Национального антикоррупционного управления Швеции, в июне 2021 года, бывшему менеджеру шведской дочерней компании канадской Bombardier Transportation, Томасу Бимеру, было предъявлено обвинение в том, что он заплатил откат за контракт, заключенный с Министерством транспорта Азербайджана в 2013 году. Как следует из изъятых документов, конфискованных у шведского офиса Bombardier во время обыска: «Основным лицом, проводившим переговоры с компанией от имени правительства Азербайджана, был бывший министр транспорта Зия Мамедов. Его имя упоминается в документах, конфискованных у шведского офиса Bombardier во время обыска».